# خورشیدگرفتگی ۱۹ ژوئیه ۱۹۱۷
خورشیدگرفتگی ۱۹ ژوئیه ۱۹۱۷ (به انگلیسی: Solar eclipse of July 19, 1917) یک خورشیدگرفتگی از نوع خورشیدگرفتگی جزئی است. این خورشیدگرفتگی در تاریخ ۱۹ ژوئیه ۱۹۱۷ میلادی (‎۲۸ تیر ۱۲۹۶ خورشیدی) روی داد که زمان اوج آن، ساعت ۲:۴۲:۴۲ به‌وقت ساعت هماهنگ جهانی بوده‌است.